# Matabeleland South
Matabeleland South (södra Matabeleland) är en av tio provinser i Zimbabwe. Den täcker en yta på 54 125 km² och har ett invånarantal på ungefär 760 000 människor (2022). Provinshuvudstaden är Gwanda.
Provinsen är indelad i sex stycken distrikt, Beitbridge, Bulilimamangwe, Gwanda, Insiza, Matobo och Umzingwane.